# خیزس مینندز
خیزس مینندز (به اسپانیایی: Jesús Menéndez) یک منطقهٔ مسکونی در کوبا است که در استان لاس توناس واقع شده‌است. خیزس مینندز ۶۳۸ کیلومتر مربع مساحت و ۵۱٬۰۰۲ نفر جمعیت دارد و ۵ متر بالاتر از سطح دریا واقع شده‌است.